# Aulacorhynchus haematopygus
Az Aulacorhynchus haematopygus a madarak (Aves) osztályának a harkályalakúak (Piciformes) rendjébe, ezen belül a tukánfélék (Ramphastidae) családjába tartozó faj.

## Előfordulása
Az Aulacorhynchus haematopygus előfordulási területe Ecuador, Kolumbia és Venezuela.

## Alfajai
- Aulacorhynchus haematopygus haematopygus
- Aulacorhynchus haematopygus sexnotatus

## Megjelenése
A fej-testhossza 41 centiméter. Testtollazata javarészt zöld színű; a szárnyai sötétebbek. A farktollak tövei és végei vörösek. A sötét vörösesbarna csőrének a töve fehér. A szemeit tollazat nélküli, világos vöröses bőr vesz körül. A nemek hasonlóak. A lábai 4-4 lábujjban végződnek; ezekből 2-2 előre, míg 2-2 hátra mutat. A zöldes tollazata jól elrejti az erdőben; jelenlétét gyakran a hangoskodása árulja el.

## Életmódja
A nedves erdőket és a másodlagos erdőket részesíti előnyben. Gyümölcsökkel, kisebb gerincesekkel és gerinctelenekkel táplálkozik; néha tojásokat és fiókákat is rabol. A kisebb falatokat egyben nyeli le; a nagyobbakat szétszedi, úgy hogy azt az egyik lábával tartja meg.

## Szaporodása
Fészkét faodvakba készíti. A fészekalj általában 3-4 fehér tojásból áll.

## Képek

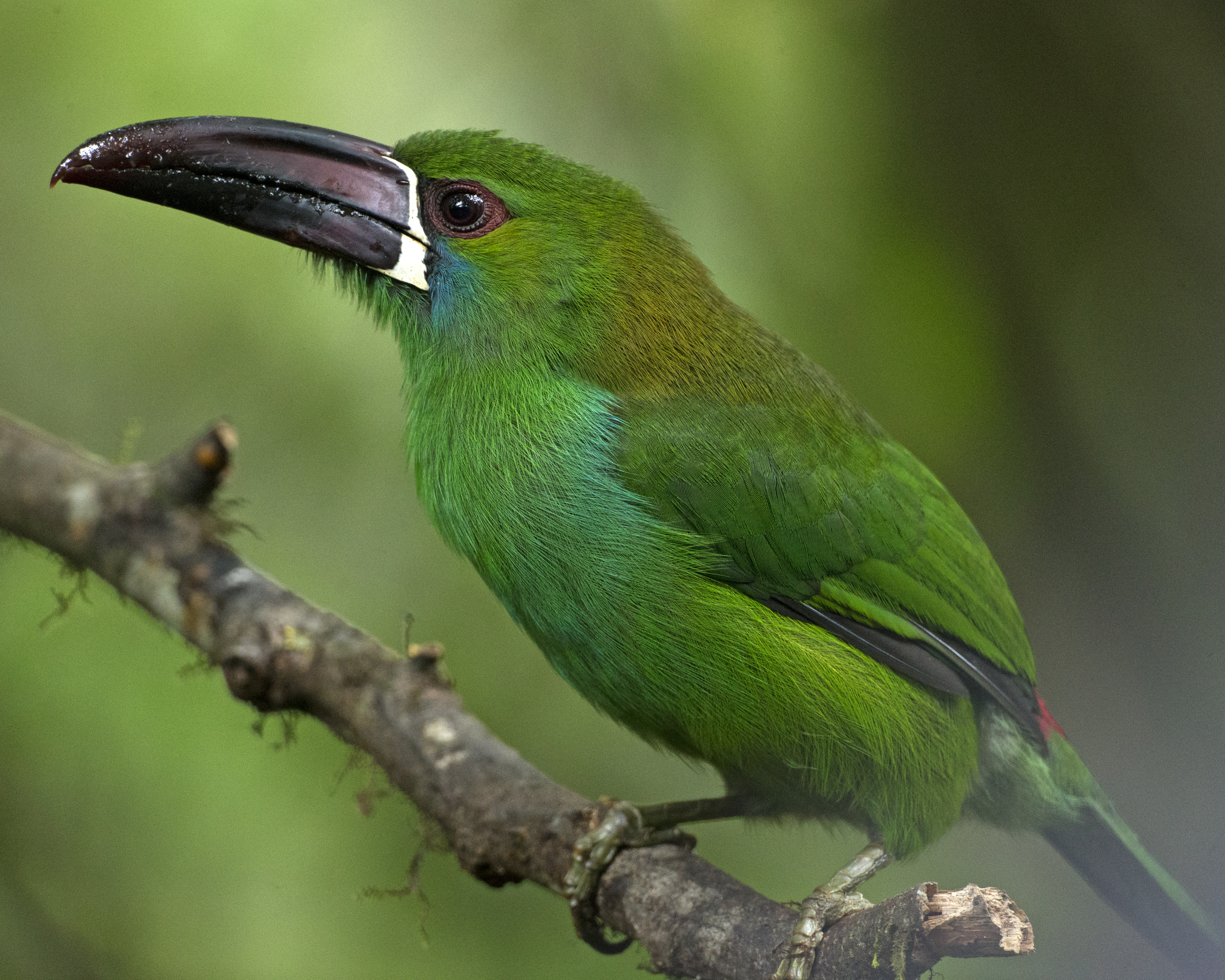
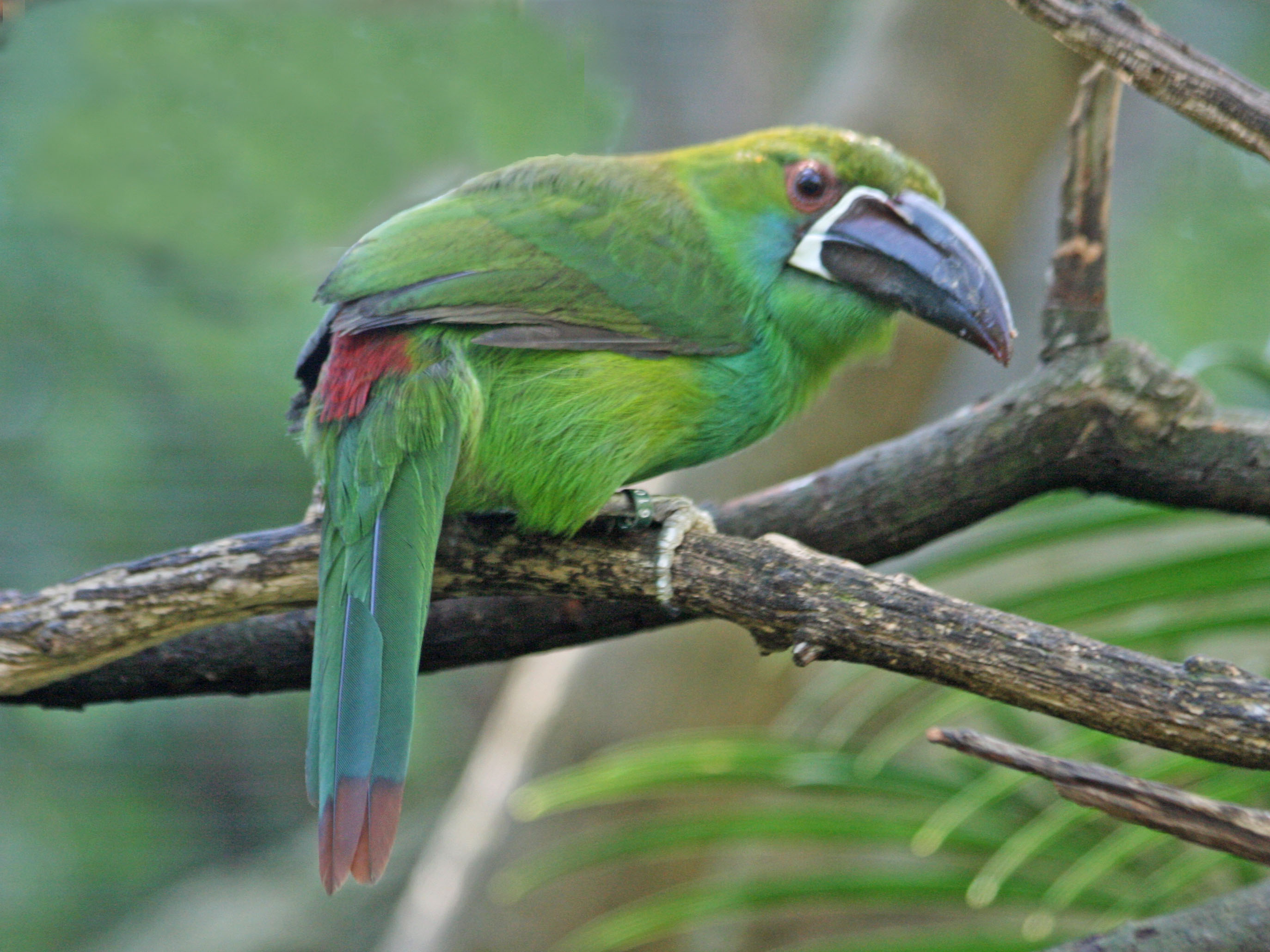
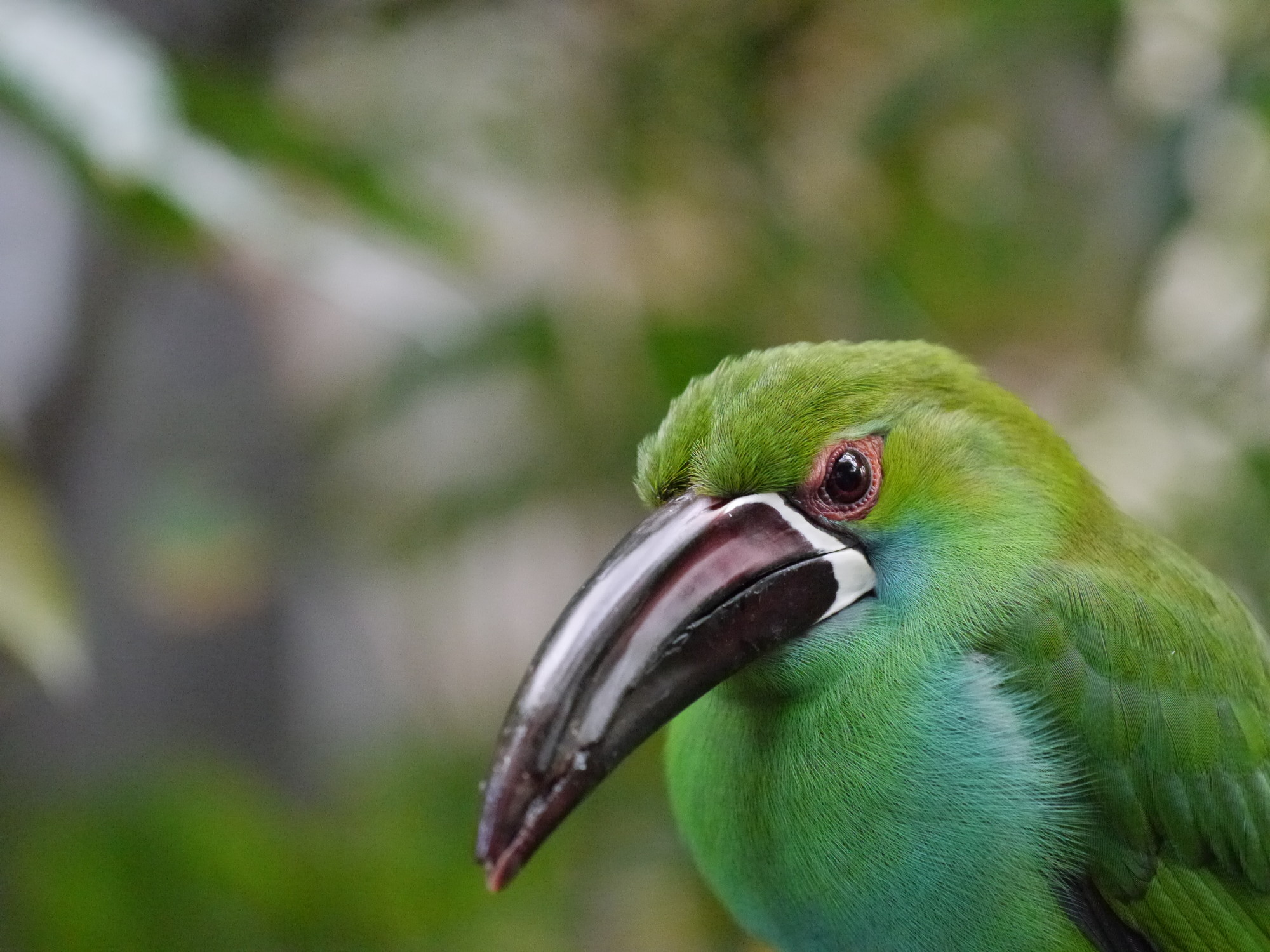